# FKディナモ・ヴラニェ
フドバルスキ・クルブ・ディナモ・ヴラニェ（セルビア語: Фудбалски клуб Динамо Врање, セルビア・クロアチア語: Fudbalski klub Dinamo Vranje）は、セルビアのヴラニェをホームタウンとするサッカークラブである。

## 歴史
クラブは1947年に創設された。
2005-06シーズンにスルプスカリーガ・東地域で優勝し、2部リーグのプルヴァリーガに初昇格した。1シーズンでプルヴァリーガから降格したが、2007-08シーズンに優勝してプルヴァリーガに復帰した。プルヴァリーガに3シーズン所属後は低迷して4部リーグまで降格したが、2014-15シーズンに3部リーグで優勝してプルヴァリーガに復帰した。
2017-18シーズンはプルヴァリーガで優勝したFKプロレテル・ノヴィ・サドに次ぐ2位になり、スーペルリーガに初昇格した。

## 歴代所属選手
- オストヤ・スティエパノヴィッチ 2006
- ドゥシャン・ツヴェティノヴィッチ 2007-2008
- ネマニャ・ミロヴァノヴィッチ 2017-2018
- ラザル・ランジェロヴィッチ 2017-2018